# 薩摩酒造
薩摩酒造株式會社（日語：薩摩酒造株式会社），簡稱薩摩酒造，1936年6月21日在日本鹿儿岛县枕崎市成立，總部位於枕崎市立神本町26番地，總裁為本坊浩幸，會長為本坊松美。主要生產正宗燒酒，包括紅薯燒酒、大麥燒酒、大米燒酒、蕎麥燒酒等產品，另外也使用紅薯製作發泡酒，和芋頭燒酒製作梅酒。是引領本格燒酒的的先驅釀酒廠。
主要產品為本格芋焼酎「さつま白波」、本格芋焼酎「黒白波」 - 黒麹を使用したさつま白波、本格芋焼酎「伝承白波」、本格芋焼酎「我は海の子」、本格芋焼酎「さつま乙女」、本格芋焼酎「明治の正中」、本格芋焼酎「枕崎」、本格芋焼酎「赤薩摩」、本格麦焼酎「天つ風」、本格麦焼酎「神の河」、本格麦焼酎「琥珀の夢」、本格米焼酎「白鯨」、本格米焼酎「欧羅火」、かごしま知覧茶（清涼飲料水）、ルイボス茶（清涼飲料水）、唐芋若葉のけっとう青汁（健康食品），以及紫黄の力（健康食品）。

## 經營理念
延續傳統，開拓新的燒酒文化。

## 經營歷史
| 年份         | 事件                             |
| ------------ | -------------------------------- |
| 昭和11年6月  | 設立薩摩合同酒精株式會社。       |
| 昭和24年5月  | 變更為薩摩酒造株式會社。         |
| 昭和40年10月 | 鹿兒島設立營業辦事處。           |
| 昭和50年10月 | 設立火之神蒸溜所。               |
| 昭和51年12月 | 設立東京營業所。                 |
| 昭和52年10月 | 設立總公司辦公處。               |
| 昭和55年10月 | 設立穎娃蒸餾所。                 |
| 昭和60年6月  | 設立大阪營業所。                 |
| 昭和62年5月  | 分行營業單位變更。               |
| 昭和62年11月 | 設立福岡分店。                   |
| 平成04年10月 | 薩摩酒造文化資料館「明治蔵」開館 |
| 平成09年10月 | 設立「花渡川啤酒屋」             |

## 連結
- 薩摩酒造 （页面存档备份，存于）